# Gosforth (Tyne and Wear)
Gosforth är en ort i distriktet Newcastle upon Tyne i Storbritannien. Den ligger i grevskapet Tyne and Wear och riksdelen England, i den centrala delen av landet, 400 km norr om huvudstaden London. Gosforth ligger 67 meter över havet och antalet invånare är 23 975.
Terrängen runt Gosforth är huvudsakligen platt, men söderut är den kuperad. Runt Gosforth är det mycket tätbefolkat, med 1 411 invånare per kvadratkilometer. Närmaste större samhälle är Newcastle upon Tyne, 3,0 km söder om Gosforth. Runt Gosforth är det i huvudsak tätbebyggt.